# Humberto Delgado
Humberto da Silva Delgado va ser un general portuguès de la Força Aèria nascut a Boquilobo, Brogueira, Torres Novas (Districte de Santarém) en 1906 i mort (assassinat) a Villanueva del Fresno (Extremadura) al 1965. Conegut com o general sem medo ("el general sense por"), i pels seus detractors com "el general sense judici".
Va ingressar en la universitat militar, finalitzant en 1922. En 1925 va entrar en l'escola pràctica de l'artilleria, de Vendas. Va participar en el moviment militar del 28 de maig de 1926, que va derrocar la República liberal i va implantar a Portugal una Dictadura Militar que evolucionaria al que des de 1933, a l'anomenat Estado Novo liderat per António de Oliveira Salazar.
Durant molts anys va ser un fervent defensor de l'ideari salazarista, particularment del seu anticomunisme. La seva actitud política favorable al règim i la seva capacitació tècnica obtinguda en Estats Units, li van permetre ascendir ràpidament en l'escala jeràrquica (seria el general més jove de la Força Aèria, ascendint a aquest lloc amb tot just 47 anys) i a ocupar posicions destacades dintre del Portugal de la dictadura. Va ser procurador de la Cambra Corporativa entre 1951 i 1952. Va representar Portugal en els acords secrets amb el Govern britànic sobre la instal·lació de bases aliades a les Açores.
A pesar de ser originalment identificat entre les franges ultres del règim dictatorial, a partir de la dècada de 1950 i després de ser postergat per Salazar per a un important càrrec que ambicionava (Salazar va procurar compensar-lo nomenant-lo cap de la Missió Militar Portuguesa a Washington de 1952 a 1957), va passar a defensar l'ideal democràtic i va participar en l'oposició. Va participar en les eleccions presidencials de 1958, contra l'almirall Américo Tomás (amb suport per Salazar), l'oposició interna al règim es va unir entorn de la seva candidatura.
A les eleccions presidencials de 1958 va ser derrotat, i al·legà frau electoral en favor del candidat del règim. En 1959, a conseqüència de la derrota, demana asil polític a l'ambaixada del Brasil, on s'exilià primer, abans d'instal·lar-se després a Algèria com a convidat de Ben Bella. Convençut que règim no podria ser vençut mitjançant procediments pacífics, procurà atreure caps militars per a un cop d'estat i formà part del Directori Revolucionari Ibèric d'Alliberament (DRIL). Aquest cop va ser per fi portat a terme 1962 però va fracassar.
Un comando d'agents de la PIDE liderat per Rosa Casaco contactà amb Delgado tot fent-se passar per resistents antisalazaristes. Aconseguiren atraure'l a una cita secreta a Los Almerines, en territori espanyol vora la frontera portuguesa, i l'assassinaren tot seguit juntament amb la seva secretària, la brasilera Arajaryr Moreira de Campos (13 de febrer de 1965); l'executor fou Casimiro Monteiro, especialista en assassinats d'opositors. Els assassins enterraren els cadàvers a uns trenta quilòmetres del lloc del crim, a Villanueva del Fresno (Espanya), on les restes foren descobertes, es diu que accidentalment, al cap d'uns dies. Consta que, en assabentar-se del crim, Salazar exclamà: "Uma maçada!". En fer-se públic l'afer, Salazar negà cap intervenció en una compareixença televisiva. El règim franquista feu una investigació, però, tot i identificar els culpables, de seguida llençà terra a l'assumpte.
El 1990 Humberto Delgado fou ascendit pòstumament a mariscal de la Força Aèria, alhora que el seu cadàver de Delgado es traslladava al Panteó Nacional. D'ençà 2016 l'aeroport de Lisboa duu el nom oficial d'Aeroporto Humberto Delgado.